# جام تکزاکو ۷۱–۱۹۷۰
جام تکزاکو  ۷۱–۱۹۷۰ اولین دوره جام تکزاکو بود که توسط تکزاکو حمایت مالی شد. تیم ولورهمپتون واندررز، در یک فینال رفت و برگشت، هارتس را در مجموع ۳-۲ شکست داد و برنده شد.

## مرحله اول
بازی‌ها به صورت رفت و برگشت در زمین هردو تیم مقابل هم برگزار شد.
| تیم ۱           | نتیجه     | تیم ۲              | تاریخ          |
| --------------- | --------- | ------------------ | -------------- |
| لیمریک          | ۱–۰       | دری سیتی           | ۲۳ شهریور ۱۳۴۹ |
| لیمریک          | ۲–۴       | دری سیتی           | ۶ مهر ۱۳۴۹     |
| مورتون          | ۲–۱       | وست برومویچ آلبیون | ۲۳ شهریور ۱۳۴۹ |
| مورتون          | ۱–۰       | وست برومویچ آلبیون | ۷ مهر ۱۳۴۹     |
| ناتینگهام فارست | ۲–۲       | ایردریونینز        | ۲۳ شهریور ۱۳۴۹ |
| ناتینگهام فارست | ۲(۴)–(۵)۲ | ایردریونینز        | ۷ مهر ۱۳۴۹     |
| برنلی           | ۳–۱       | هارتس              | ۲۴ شهریور ۱۳۴۹ |
| برنلی           | ۱–۴       | هارتس              | ۸ مهر ۱۳۴۹     |
| داندی           | ۱–۲       | ولورهمپتون واندررز | ۲۴ شهریور ۱۳۴۹ |
| داندی           | ۰–۰       | ولورهمپتون واندررز | ۸ مهر ۱۳۴۹     |
| تاتنهام هاتسپر  | ۴–۰       | دانفرملین اتلتیک   | ۲۴ شهریور ۱۳۴۹ |
| تاتنهام هاتسپر  | ۳–۰       | دانفرملین اتلتیک   | ۸ مهر ۱۳۴۹     |
| آردز            | ۱–۴       | شامروک روفرز       | ۲۵ شهریور ۱۳۴۹ |
| آردز            | ۳–۲       | شامروک روفرز       | ۸ مهر ۱۳۴۹     |
| مادرول          | ۱–۰       | استوک سیتی         | ۲۵ شهریور ۱۳۴۹ |
| مادرول          | ۱(۴)–(۳)۲ | استوک سیتی         | ۹ مهر ۱۳۴۹     |

## یک‌چهارم نهایی
بازی‌ها به صورت رفت و برگشت در زمین هردو تیم مقابل هم برگزار شد.
| تیم ۱          | نتیجه | تیم ۲              | تاریخ        |
| -------------- | ----- | ------------------ | ------------ |
| ایردریونینز    | ۰–۵   | هارتس              | ۲۷ مهر ۱۳۴۹  |
| ایردریونینز    | ۳–۲   | هارتس              | ۱۲ آبان ۱۳۴۹ |
| دری سیتی       | ۴–۰   | شامروک روفرز       | ۲۹ مهر ۱۳۴۹  |
| دری سیتی       | ۱–۳   | شامروک روفرز       | ۱۲ آبان ۱۳۴۹ |
| مورتون         | ۰–۳   | ولورهمپتون واندررز | ۲۹ مهر ۱۳۴۹  |
| مورتون         | ۲–۱   | ولورهمپتون واندررز | ۱۳ آبان ۱۳۴۹ |
| تاتنهام هاتسپر | ۳–۲   | مادرول             | ۲۹ مهر ۱۳۴۹  |
| تاتنهام هاتسپر | ۱–۳   | مادرول             | ۱۳ آبان ۱۳۴۹ |

## نیمه نهایی
| تیم ۱    | نتیجه | تیم ۲              | تاریخ          |
| -------- | ----- | ------------------ | -------------- |
| دری سیتی | ۰–۱   | ولورهمپتون واندررز | ۱۰ آذر ۱۳۴۹    |
| دری سیتی | ۰–۴   | ولورهمپتون واندررز | ۲۵ آذر ۱۳۴۹    |
| هارتس    | ۱–۱   | مادرول             | ۱۲ اسفند ۱۳۴۹  |
| هارتس    | ۲–۱   | مادرول             | ۳ فروردین ۱۳۵۰ |

## فینال
| هارتس | ۱ – ۳ | ولورهمپتون واندررز |
| ----- | ----- | ------------------ |
|       |       |                    |

| ولورهمپتون واندررز | ۰ – ۱ | هارتس |
| ------------------ | ----- | ----- |
|                    |       |       |